# Callatis Mangalia
Callatis Mangalia ist ein rumänischer Fußballverein aus Mangalia, Kreis Constanța.

## Geschichte
Callatis Mangalia wurde im Jahr 1963 als Metalul Mangalia gegründet. Der Klub stand zunächst im Schatten seines Lokalrivalen Marina Mangalia und spielte lediglich in regionalen Ligen. Im Jahr 1980 schaffte Metalul den erstmaligen Aufstieg in die Divizia C. Nach Platzierungen im Mittelfeld gelang dem Klub vier Jahre später der Aufstieg in die Divizia B. Bereits ein Jahr später musste der Verein bereits wieder absteigen. Der direkte Wiederaufstieg gelang nicht, da Metalul die Spielzeit 1985/86 lediglich auf dem zwölften Platz abschloss. Am Ende der Saison 1987/88 folgte der zweite Aufstieg in die Divizia B, der erneut zum sofortigen Abstieg führte.
Nach der rumänischen Revolution änderte der Klub seinen Namen in Callatis Mangalia (benannt nach dem historischen griechischen Namen der Stadt). Am Ende der Saison 1989/90 stand der abermalige Aufstieg. Der Divizia B gehörte der Verein in der Folgezeit fünf Jahre lang an. Nach drei Jahren, die jeweils auf einem Platz im Mittelfeld abgeschlossen werden konnten, rutschte der Klub in die Abstiegszone und musste im Jahr 1995 als abgeschlagener Tabellenletzter die Liga verlassen.
Nach dem Abstieg fand sich Callatis zunächst im Mittelfeld der Divizia C wieder. Erst mit dem Engagement des Daewoo-Konzerns im Jahr 1997 ging es wieder bergauf. Der Klub firmierte fortan unter Callatis Daewoo Mangalia. Nach einem vierten Platz am Ende der Spielzeit 1997/98 folgte im Jahr 1999 der Aufstieg. Dem Klassenerhalt in der Saison 1999/2000 folgte der Abstieg 2001, in dessen Folge Daewoo sein Engagement beendete und der Klub wieder zu seinem Namen Callatis Mangalia zurückkehrte. Im Jahr 2003 gelang der erneute Sprung in die Divizia B, als Calltis von einer Aufstockung profitierte. Die Zugehörigkeit zum Unterhaus endete im Jahr 2006 durch eine Ligenreform, durch die die Divizia B von drei auf zwei Staffeln reduziert wurde und Callatis trotz eines Mittelfeldplatzes absteigen musste.
In der Liga III platzierte sich Callatis drei Jahre in Folge im Mittelfeld. Nach einem fünften Platz im Jahr 2010 kehrte der Klub im Jahr 2011 in die Liga II zurück. Aufstiegstrainer Erik Lincar verließ daraufhin den Verein und wurde am 27. Juni 2011 durch Marin Barbu ersetzt. Dieser trat am 27. September 2011 zurück, nachdem der Klub fünf der ersten sechs Meisterschaftsspiele verloren hatte und den letzten Tabellenrang belegte. Der bisherige Co-Trainer Cristian Șchiopu übernahm das Team interimsweise für zwei Spieltage, bis am 10. Oktober 2011 mit Mugurel Cornățeanu ein neuer Chefcoach vorgestellt wurde.
Kurz vor Beginn der Saison 2012/13 zog der Verein sich wegen finanzieller Schwierigkeiten aus der Liga II zurück und startete in Liga IV. Nach einem Jahr schaffte der Verein die Aufstieg in die Liga III.

## Erfolge
- Aufstieg in die Liga II: 1984, 1988, 1990, 1999, 2003, 2011

## Ehemalige Trainer
- Imilian Șerbănică (2004, 2005)
- Erik Lincar (bis Juni 2011)
- Marin Barbu (27. Juni 2011 bis 27. September 2011)
- Cristian Șchiopu (27. September 2011 bis 10. Oktober 2011)
- Mugurel Cornățeanu (10. Oktober 2011 bis Sommer 2013)